# Liste der Naturdenkmale im Amt Niemegk
Die Liste der Naturdenkmale im Amt Niemegk nennt die Naturdenkmale im Amt Niemegk im Landkreis Potsdam-Mittelmark in Brandenburg, welche durch Rechtsverordnung geschützt sind. Sie ist aufgeteilt nach Gemeinden und deren Ortsteilen. Naturdenkmale sind Einzelschöpfungen der Natur, deren Erhaltung wegen ihrer hervorragenden Schönheit, Seltenheit oder Eigenart oder ihrer ökologischen, wissenschaftlichen, geschichtlichen, volks- oder heimatkundlichen Bedeutung im öffentlichen Interesse liegt. Grundlage sind die Veröffentlichungen des Landkreises.
In den Spalten befinden sich folgende Informationen:
- Nr.: Identifizierungsnummer nach veröffentlichter Liste. Sie wird von der unteren Naturschutzbehörde des Landkreises oder der kreisfreien Stadt vergeben. Wenn sie bekannt ist, wird sie angegeben. In dieser Spalte kann sich zusätzlich das Wort Wikidata befinden, der entsprechende Link führt zu Angaben zu diesem Naturdenkmal bei Wikidata.
- Bezeichnung: Benennung des Naturdenkmals, in der Regel wird bei Bäume die Baumart genannt. Bekannte Eigennamen werden mit angegeben.
- Gemarkung: Ort oder Gemarkung, in der sich das Naturdenkmal befindet
- Lage: Nennt die Lage des Naturdenkmals im jeweiligen Ortsteil und die geografischen Koordinaten des Naturdenkmals. Link zu einem Kartenansichtstool, um Koordinaten zu setzen. In der Kartenansicht sind Naturdenkmale ohne Koordinaten mit einem roten beziehungsweise orangen Marker dargestellt und können in der Karte gesetzt werden. Denkmale ohne Bild sind mit einem blauen bzw. roten Marker gekennzeichnet, Denkmale mit Bild mit einem grünen beziehungsweise orangen Marker.
- Beschreibung: die Beschreibung des Naturdenkmales
- Schutzzweck: Erläutert den Grund der Unterschutzstellung
- Bild: Zeigt ein Bild des Naturdenkmales und gegebenenfalls ein Link zu weiteren Fotos im Medienarchiv Wikimedia Commons

## Mühlenfließ

### Haseloff
| Bild | Bezeichnung | Lage                                                                                                | Beschreibung                                        | Schutzzweck                 | Nummer |
| ---- | ----------- | --------------------------------------------------------------------------------------------------- | --------------------------------------------------- | --------------------------- | ------ |
| BW   | Eiche       | Haseloff, Haseloff-Grabow, auf dem Turmplatz, hinter dem Friedhof (52° 5′ 11,5″ N, 12° 45′ 13,3″ O) | Stiel-Eiche (Quercus robur). Kronendurchmesser 31 m | Seltenheit, Eigenart, Größe | 268-01 |

### Jeserig
| Bild                                    | Bezeichnung    | Lage        | Beschreibung                                        | Schutzzweck                           | Nummer |
| --------------------------------------- | -------------- | ----------- | --------------------------------------------------- | ------------------------------------- | ------ |
| Direkt Bild zu diesem Denkmal hochladen | Friedens-Eiche | Jeserig, () | Stiel-Eiche (Quercus robur). Kronendurchmesser 15 m | Seltenheit, Eigenart, Größe, Ortsbild | 280-01 |

### Nichel
| Bild | Bezeichnung | Lage | Beschreibung                                | Schutzzweck          | Nummer |
| ---- | ----------- | --- | ------------------------------------------- | -------------------- | ------ |
| BW   | Linde       | Nichel, östlicher Rand der Ortslage, südlich der Straße, auf Hof Dorfstraße 25 (52° 6′ 56″ N, 12° 49′ 0,8″ O) | Linde (Tilia spec.). Kronendurchmesser 13 m | Seltenheit, Eigenart | 432-01 |

### Schlalach
| Bild | Bezeichnung             | Lage | Beschreibung                                                     | Schutzzweck                           | Nummer |
| ---- | ----------------------- | --- | ---------------------------------------------------------------- | ------------------------------------- | ------ |
| BW   | Eiche am Mühlenbach     | Schlalach, Schlalach, Ortslage an Brücke über den Mühlenbach, nordöstliche Straßenseite, nordwestliches Bachufer (52° 8′ 37,7″ N, 12° 50′ 47,5″ O) | Stiel-Eiche (Quercus robur). Kronendurchmesser 25 m              | Seltenheit, Eigenart, Größe, Ortsbild | 572-01 |
| BW   | Linde auf Kirchvorplatz | Schlalach, Schlalach, nordöstlich vor Eingang zum Kirchhof (52° 8′ 40,3″ N, 12° 50′ 44″ O)                                                         | Winterlinde (Tilia cordata) . Kronendurchmesser 15 m             | Seltenheit, Eigenart                  | 572-02 |
| BW   | Eiche auf Kirchvorplatz | Schlalach, Dorfplatz, südlich der Kirche, südwestlich vom Eingang zum Kirchhof (52° 8′ 40,2″ N, 12° 50′ 43,1″ O)                                   | Stiel-Eiche (Quercus robur). Kronendurchmesser 24 m              | Seltenheit, Eigenart, Größe, Ortsbild | 572-03 |
| BW   | Drei Eichen             | Schlalach, nordöstlich von Schlalach, südlich der Brücke der Straße nach Brachwitz über den Mühlenbach (52° 8′ 55,6″ N, 12° 51′ 23,5″ O)           | 3 Stiel-Eichen (Quercus robur). Kronendurchmesser insgesamt 20 m | Seltenheit, Eigenart, Landschaftsbild | 572-04 |

## Niemegk

### Hohenwerbig
| Bild | Bezeichnung          | Lage | Beschreibung                                              | Schutzzweck                           | Nummer |
| ---- | -------------------- | --- | --------------------------------------------------------- | ------------------------------------- | ------ |
| BW   | Birnbaum             | Hohenwerbig, Hohenwerbig, Dorfstr. 12 (52° 2′ 49″ N, 12° 42′ 7,3″ O)                                               | Birne. Kronendurchmesser 14 m                             | Seltenheit, Eigenart, Größe           | 448-04 |
| BW   | Zwei Eichen          | Hohenwerbig, südlicher Ortsrand von Hohenwerbig (52° 2′ 45″ N, 12° 42′ 5,9″ O)                                     | 2 Stiel-Eichen (Quercus robur). Kronendurchmesser 16/12 m | Seltenheit, Eigenart, Landschaftsbild | 448-05 |
| BW   | Stiel-Eiche          | Hohenwerbig, Hohenwerbig, Dorfstr. Richtung Neuendorf, 100 m nördlich Haus Nr. 17 (52° 2′ 50,7″ N, 12° 42′ 2,9″ O) | Stiel-Eiche (Quercus robur). Kronendurchmesser 25 m       | Seltenheit, Eigenart, Landschaftsbild | 448-06 |
| BW   | Eichen am Sportplatz | Hohenwerbig, Hohenwerbig, am Sportplatz (52° 2′ 56,4″ N, 12° 42′ 31,1″ O)                                          | 2 Stiel-Eichen (Quercus robur). Kronendurchmesser 25/15 m | Seltenheit, Eigenart, Landschaftsbild | 448-07 |

### Lühnsdorf
| Bild | Bezeichnung | Lage | Beschreibung                                                       | Schutzzweck                                  | Nummer |
| ---- | ----------- | --- | ------------------------------------------------------------------ | -------------------------------------------- | ------ |
| BW   | Blut-Buche  | Lühnsdorf, Ortsteil Werdermühle, zwischen Niemegk und Lühnsdorf, im sogenannten Park, 20 m von Straße und 50 m von Mühlengebäude entfernt (52° 4′ 29,8″ N, 12° 39′ 30,6″ O) | Blut-Buche (Fagus sylvatica var. purpurea). Kronendurchmesser 17 m | Seltenheit, Eigenart, Landschaftsbild, Größe | 448-03 |

### Niemegk
| Bild | Bezeichnung | Lage | Beschreibung                                        | Schutzzweck                           | Nummer |
| ---- | ----------- | --- | --------------------------------------------------- | ------------------------------------- | ------ |
| BW   | Stiel-Eiche | Niemegk, im Ort Niemegk in der Bahnhofstraße, östliche Seite, nördlich neben einer größeren Villa (52° 4′ 46,6″ N, 12° 41′ 28,3″ O)                       | Stiel-Eiche (Quercus robur). Kronendurchmesser 29 m | Seltenheit, Eigenart, Ortsbild        | 448-01 |
| BW   | Silberweide | Niemegk, nordöstliche Ortslage Niemegk, Treuenbrietzener Str. 11, auf dem Gelände des Ponyhofes, am ehemaligen Tonstich (52° 4′ 46,8″ N, 12° 41′ 41,7″ O) | Silber-Weide (Salix alba). Kronendurchmesser 18 m   | Seltenheit, Eigenart, Landschaftsbild | 448-02 |

## Planetal

### Dahnsdorf
| Bild | Bezeichnung   | Lage                                                                                                 | Beschreibung                                                          | Schutzzweck                           | Nummer |
| ---- | ------------- | --- | --------------------------------------------------------------------- | ------------------------------------- | ------ |
| BW   | Linde         | Dahnsdorf, Ortsmitte, nördlich der Hauptstraße, östlich der Kastanie (52° 6′ 5,1″ N, 12° 40′ 3,3″ O) | Sommer-Linde (Tilia cf. platyphyllos). Kronendurchmesser 13 m         | Seltenheit, Eigenart, Ortsbild, Größe | 112-01 |
| BW   | Ross-Kastanie | Dahnsdorf, Ortsmitte, nördlich der Hauptstraße, westlich der Linde (52° 6′ 4,3″ N, 12° 39′ 59,7″ O)  | Gemeine Rosskastanie (Aesculus hippocastanum). Kronendurchmesser 17 m | Seltenheit, Eigenart, Ortsbild, Größe | 112-02 |

### Kranepuhl
| Bild | Bezeichnung     | Lage | Beschreibung                                                       | Schutzzweck                                                 | Nummer |
| ---- | --------------- | --- | ------------------------------------------------------------------ | ----------------------------------------------------------- | ------ |
| BW   | Ess-Kastanie    | Kranepuhl, Ortslage, bei Friedhofskapelle unterhalb der Kirche bei Kriegerdenkmal (52° 5′ 56,4″ N, 12° 37′ 1,3″ O) | Ess-Kastanie (Castanea sativa). Kronendurchmesser 11 m             | Seltenheit, Eigenart, dendrologische Besonderheit, Ortsbild | 320-01 |
| BW   | Pyramidenpappel | Kranepuhl, südlich des Ortsausgangs, östlich am Weg nach Buchholz (52° 5′ 40,4″ N, 12° 37′ 5,2″ O)                 | Pyramiden-Pappel (Populus nigra "Italica"). Kronendurchmesser 14 m | Seltenheit, Eigenart, Größe, Landschaftsbild                | 320-02 |

### Mörz
| Bild | Bezeichnung | Lage                                                                                     | Beschreibung                                              | Schutzzweck                           | Nummer |
| ---- | ----------- | ---------------------------------------------------------------------------------------- | --------------------------------------------------------- | ------------------------------------- | ------ |
| BW   | Dorf-Linde  | Mörz, auf dem Kirchhof von Mörz, südöstlich der Kirche (52° 7′ 13,9″ N, 12° 41′ 16,8″ O) | Sommer-Linde (Tilia platyphyllos). Kronendurchmesser 17 m | Seltenheit, Eigenart, Größe, Ortsbild | 400-01 |

## Rabenstein/Fläming

### Buchholz b. Niemegk
| Bild | Bezeichnung | Lage | Beschreibung                                              | Schutzzweck                           | Nummer |
| ---- | ----------- | --- | --------------------------------------------------------- | ------------------------------------- | ------ |
| BW   | Rot-Eiche   | Buchholz, Ortslage vor der Kirche (52° 4′ 19,3″ N, 12° 37′ 10,7″ O)                                               | Rot-Eiche (Quercus rubra). Kronendurchmesser 20 m         | Seltenheit, Eigenart, Ortsbild, Größe | 080-01 |
| BW   | Linde       | Buchholz, Ortslage, vor dem Haus Nr. 30, nahe der Kirche, östliche Straßenseite (52° 4′ 18,1″ N, 12° 37′ 12,1″ O) | Sommer-Linde (Tilia platyphyllos). Kronendurchmesser 19 m | Seltenheit, Eigenart, Ortsbild, Größe | 080-02 |

### Garrey
| Bild | Bezeichnung | Lage | Beschreibung                                              | Schutzzweck                           | Nummer |
| ---- | ----------- | --- | --------------------------------------------------------- | ------------------------------------- | ------ |
| BW   | Eiche       | Garrey, Ortsteil Zixdorf, Ortsausgang Richtung Garrey, nördlich der Straße, hinter Lagerplatz auf freiem Feld, auf einer Kuppe mit gutem Ausblick über die Umgebung (52° 1′ 33,8″ N, 12° 40′ 35,8″ O) | Stiel-Eiche (Quercus robur). Kronendurchmesser 16 m       | Seltenheit, Eigenart, Landschaftsbild | 188-01 |
| BW   | Dorf-Linde  | Garrey, Ortsteil Zixdorf, im Kirchgarten, südlich der Kirche (52° 1′ 41,2″ N, 12° 40′ 54,6″ O) | Sommer-Linde (Tilia platyphyllos). Kronendurchmesser 15 m | Seltenheit, Eigenart, Größe, Ortsbild | 188-02 |
| BW   | Ulme        | Garrey, Ortsteil Zixdorf, auf dem Kirchhof, westlich der Kirche (52° 1′ 41,7″ N, 12° 40′ 53,8″ O) | Flatter-Ulme (Ulmus laevis). Kronendurchmesser 19 m       | Seltenheit, Eigenart, Größe, Ortsbild | 188-03 |

### Klein Marzehns
| Bild                           | Bezeichnung | Lage                                                                                      | Beschreibung                                        | Schutzzweck                    | Nummer |
| ------------------------------ | ----------- | ----------------------------------------------------------------------------------------- | --------------------------------------------------- | ------------------------------ | ------ |
| Weitere Bilder Fotos hochladen | Eiche       | Klein Marzehns, Klein Marzehns, Ortsmitte, nahe Denkmal (52° 0′ 55,6″ N, 12° 36′ 36,8″ O) | Stiel-Eiche (Quercus robur). Kronendurchmesser 25 m | Seltenheit, Eigenart, Ortsbild | 300-01 |

### Raben
| Bild                           | Bezeichnung                   | Lage | Beschreibung                                                          | Schutzzweck                                  | Nummer |
| ------------------------------ | ----------------------------- | --- | --------------------------------------------------------------------- | -------------------------------------------- | ------ |
| Fotos hochladen                | Kastanie                      | Raben, auf dem äußeren Hof der Burg Rabenstein (52° 2′ 3,5″ N, 12° 34′ 48,9″ O)                                                        | Gemeine Rosskastanie (Aesculus hippocastanum). Kronendurchmesser 22 m | Seltenheit, Eigenart, Ortsbild               | 484-01 |
| Fotos hochladen                | Linde                         | Raben, außerhalb des Burggeländes, vor der Burg, am Zufahrtsweg zum Parkplatz, nördliche Straßenseite (52° 2′ 3,9″ N, 12° 34′ 53,8″ O) | Sommer-Linde (Tilia cf. platyphyllos). Kronendurchmesser 13 m         | Seltenheit, Eigenart, Größe, Wuchs           | 484-02 |
| Fotos hochladen                | Geschwister-Linde             | Raben, ca. 70 m östlich der hohlen Linde, südliche Straßenseite, zwischen Straße und Parkplatz (52° 2′ 4,1″ N, 12° 34′ 54,8″ O)        | Winter-Linde (Tilia cf. cordata). Kronendurchmesser 19 m              | Seltenheit, Eigenart, Wuchs, Landschaftsbild | 484-03 |
| Weitere Bilder Fotos hochladen | Eiche vor der Brennerei Raben | Raben, Brennereiweg (52° 2′ 28,7″ N, 12° 34′ 39″ O)                                                                                    | Eiche (Quercus spec.)                                                 | Altausweisung                                | 484-04 |

### Rädigke
| Bild | Bezeichnung         | Lage | Beschreibung                                                          | Schutzzweck                                  | Nummer |
| ---- | ------------------- | --- | --------------------------------------------------------------------- | -------------------------------------------- | ------ |
| BW   | Kastanie            | Rädigke, Ortsteil Neuendorf/b. Niemegk, südlicher Ortsausgang, an der Straße nach Klein Marzehns, rechts neben der Straße (52° 3′ 8,2″ N, 12° 39′ 39,9″ O)                                  | Gemeine Rosskastanie (Aesculus hippocastanum). Kronendurchmesser 25 m | Seltenheit, Eigenart, Ortsbild               | 496-01 |
| BW   | Kastanie            | Rädigke, Ortsteil Neuendorf/b. Niemegk, südlicher Ortsausgang, an der Straße nach Klein Marzehns, am Weg zum Neuendorfer Rummel, südlich der Straßengabelung (52° 3′ 4,7″ N, 12° 39′ 41″ O) | Gemeine Rosskastanie (Aesculus hippocastanum). Kronendurchmesser 21 m | Seltenheit, Eigenart, Größe, Ortsbild        | 496-02 |
| BW   | Kastanie            | Rädigke, Ortsteil Neuendorf/b. Niemegk, nördliche Ortslage (52° 3′ 24,1″ N, 12° 39′ 42,5″ O)                                                                                                | Gemeine Rosskastanie (Aesculus hippocastanum). Kronendurchmesser 17 m | Seltenheit, Eigenart, Ortsbild               | 496-03 |
| BW   | Ulme                | Rädigke, Ortsteil Neuendorf/b. Niemegk, Ortsmitte, nördlich der Straßenkreuzung (52° 3′ 19,5″ N, 12° 39′ 40,5″ O)                                                                           | Flatter-Ulme (Ulmus laevis). Kronendurchmesser 18 m                   | Seltenheit, Eigenart, Größe, Ortsbild        | 496-04 |
| BW   | dreistämmige Kiefer | Rädigke, 2,5 km südwestlich Buchholz, westlich Görsdorfer Rummel, am Rand eines kleinen lichten Feldgehölzes auf einer Kuppe (52° 3′ 57,4″ N, 12° 34′ 53,1″ O)                              | Gemeine Kiefer (Pinus sylvestris). Kronendurchmesser 13 m             | Seltenheit, Eigenart, Wuchs, Landschaftsbild | 496-05 |